# Saint-Aybert
Saint-Aybert is een gemeente in het Franse Noorderdepartement (regio Hauts-de-France). De gemeente telt 346 inwoners (2005) en maakt deel uit van het arrondissement Valenciennes. Saint-Aybert ligt tegen de grens met België, en de Belgische gemeente Hensies. De gemeente wordt doorsneden door het verzande Kanaal Pommerœul-Condé.

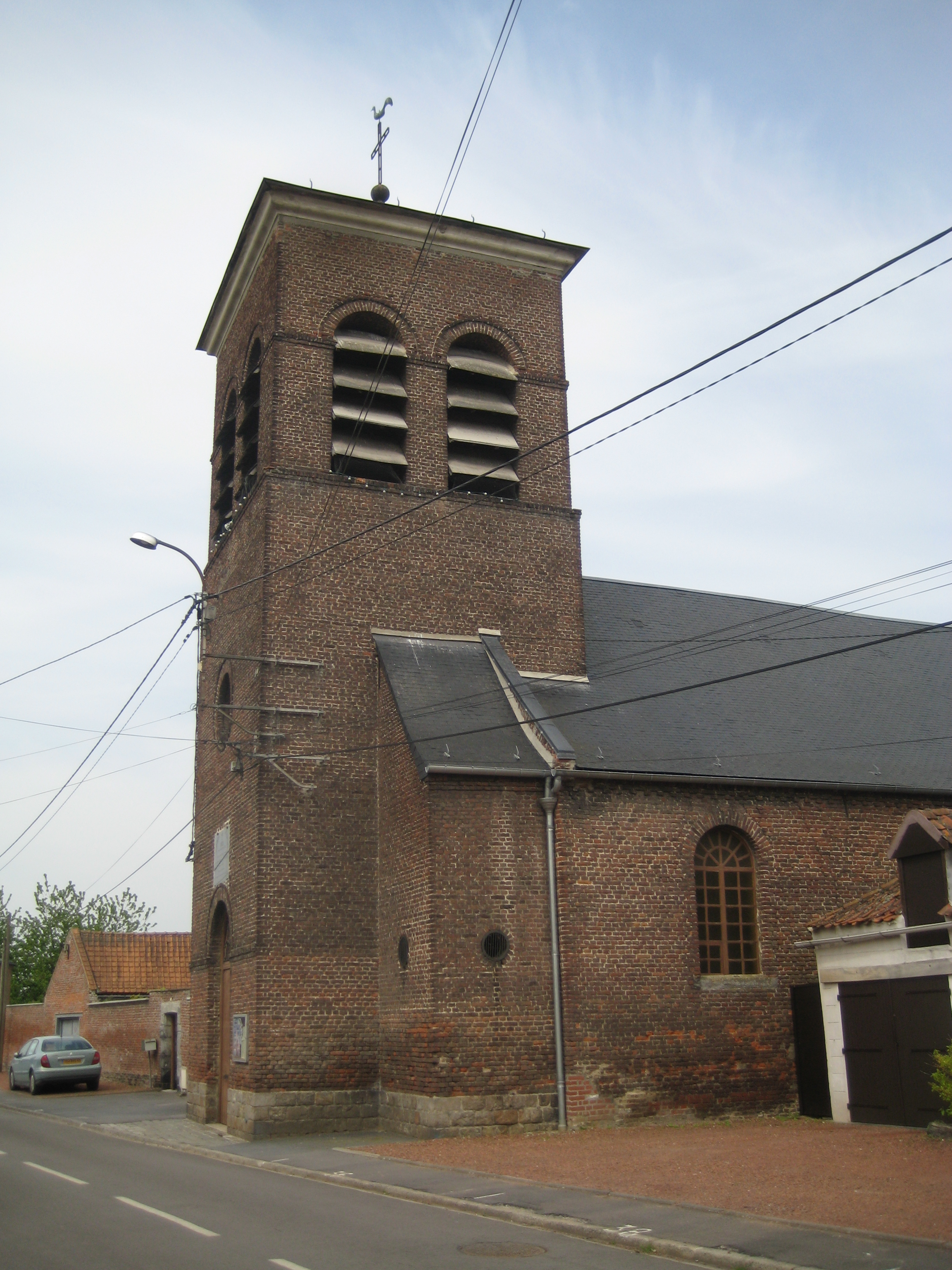
Église Saint-Aybert

## Geografie
De oppervlakte van Saint-Aybert bedraagt 4,2 km², de bevolkingsdichtheid is 82,4 inwoners per km².

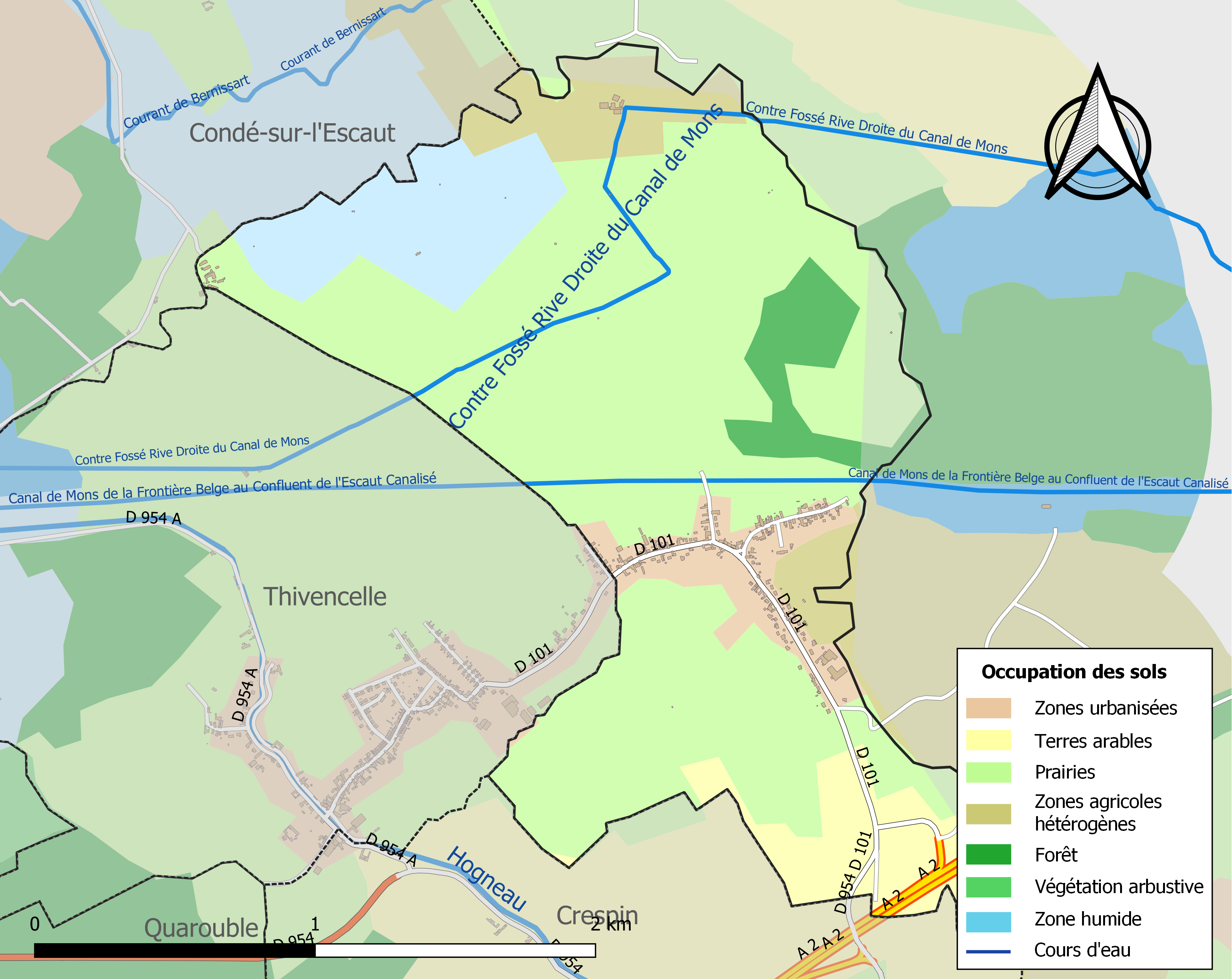
Kaart van de gemeente met belangrijkste infrastructuur, bodemgebruik en omliggende gemeenten

## Bezienswaardigheden
- De Sint-Aybertuskerk (Église Saint-Aybert), gewijd aan
- Op grensovergang van de snelweg A2/E19 naar België bevindt zich een monumentaal kunstwerk van Jacques Moeschal. Het is 64 meter hoog en bevat 450 ton beton. Het observatieplatform werd ingehuldigd op 19 december 1972 door Koning Boudewijn en Georges Pompidou.

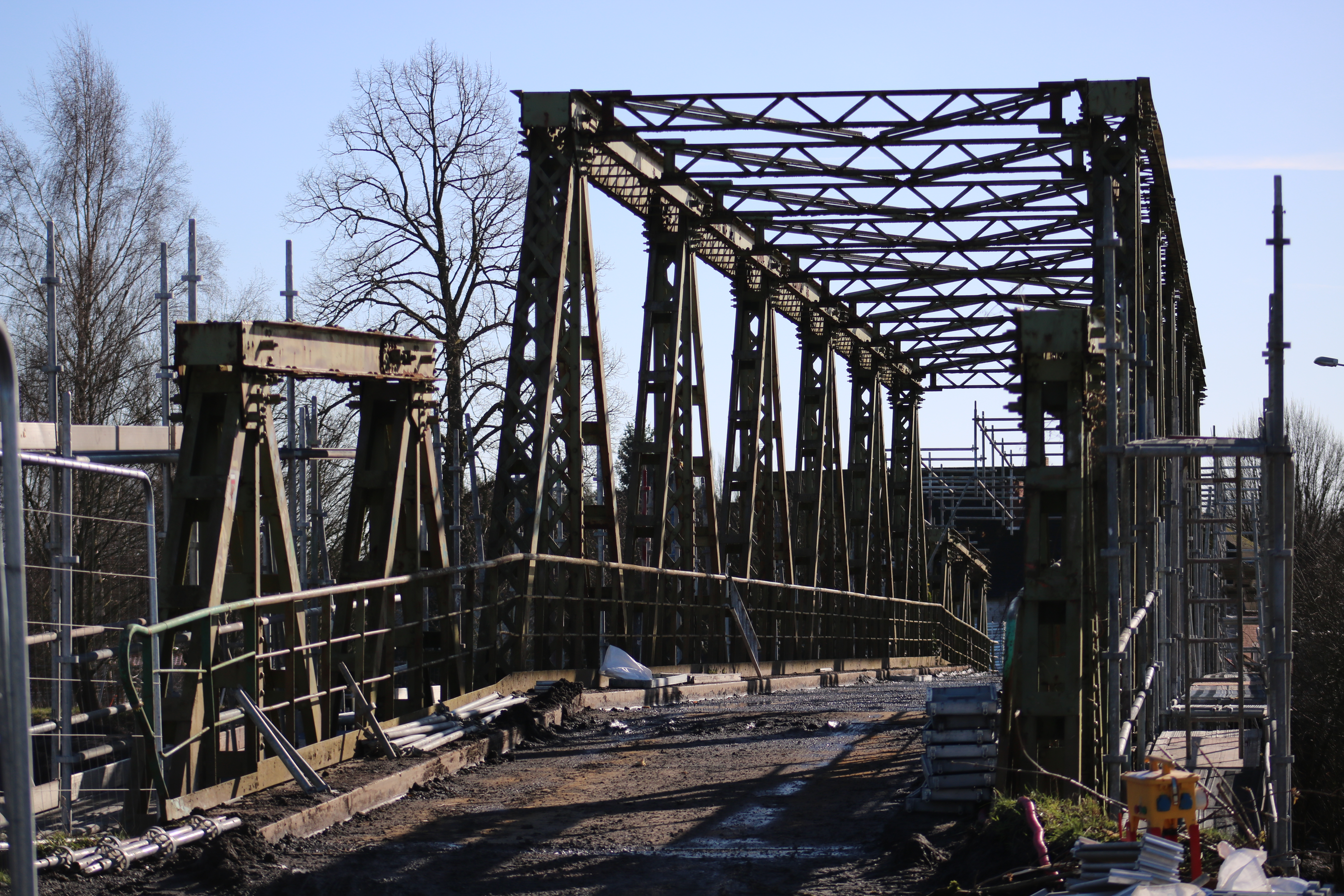
Brug over het Kanaal Pommerœul-Condé

- Brug over het Kanaal Pommerœul-CondéHistorische baileybrug over het kanaal.

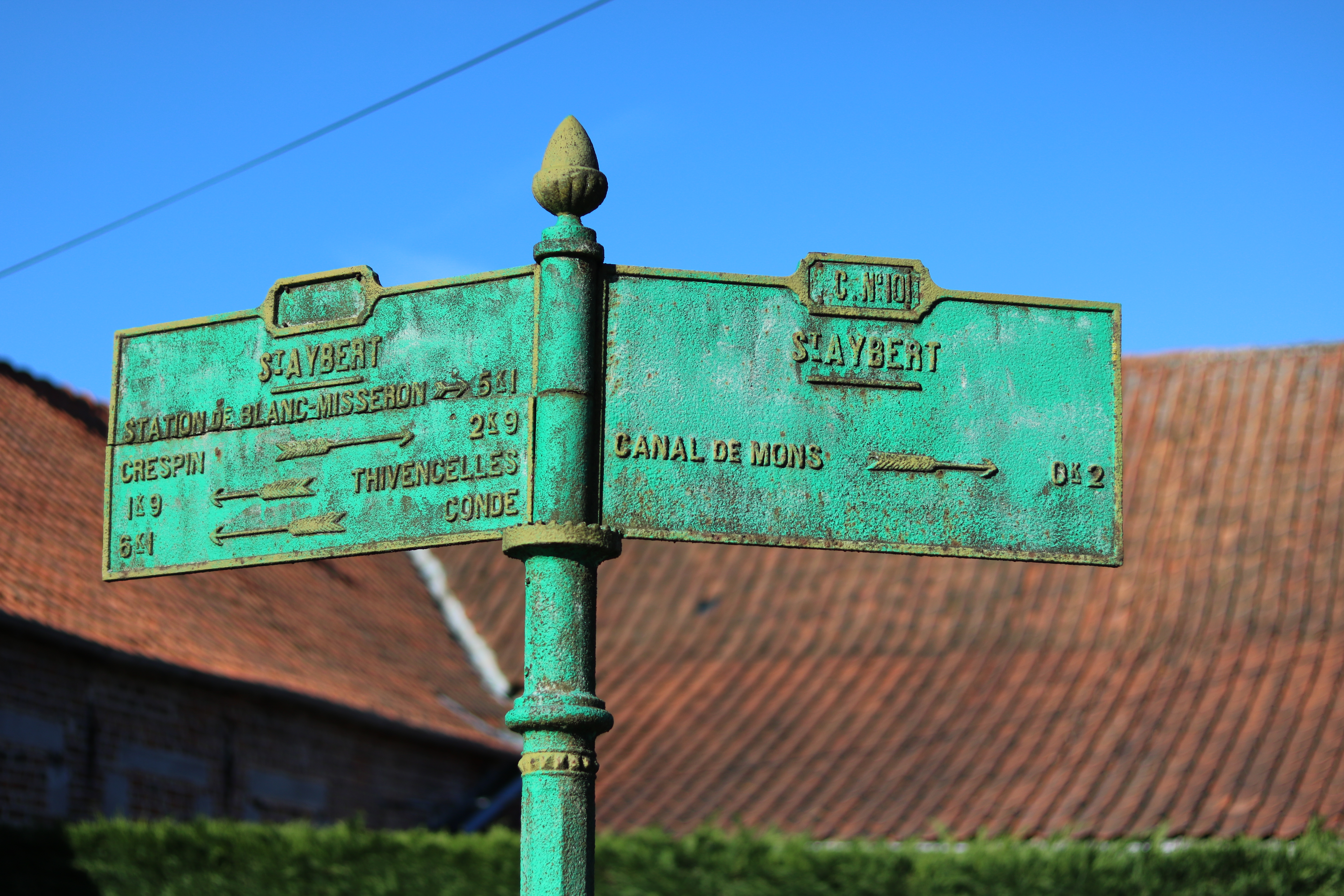
Historische handwijzer

- Historische handwijzerHistorische handwijzer

## Natuur en landschap
Saint-Aybert ligt aan de Frans-Belgische grens en aan het Kanaal Pommerœul-Condé. De hoogte aan de kerk bedraagt 20 meter.

## Demografie
Onderstaande figuur toont het verloop van het inwonertal (bron: INSEE-tellingen).

## Verkeer en vervoer
Door het uiterste zuiden van de gemeente loopt de autosnelweg A2/E19, die er een grensovergang met België heeft.

## Nabijgelegen kernen
Thivencelle, Crespin